# 横芝敬愛高等学校
横芝敬愛高等学校（よこしばけいあいこうとうがっこう）は、千葉県山武郡横芝光町栗山にある私立高等学校。

## 沿革
- 1962年4月 - 千葉県敬愛高等学校男子部として当時の八日市場市（現在の匝瑳市）に創立。
- 1971年3月 - 校舎を横芝町（後の横芝光町）に移転。
- 1975年2月 - 横芝敬愛高等学校として設立を認可。
- 2001年 - 男女共学化を実施。

## 概要
- 運営:学校法人長戸路学園
- 創立者:長戸路政司
- 創立:1972年4月
- 現理事長：黒須　健治
- 現学校長：白鳥　秀幸
- 施設:
校地面積:64,353m2（2万坪強）
野球場
陸上グラウンド
サッカー場
テニスコート
武道館
弓道場
音楽棟（ハーモニックセンター）
ダートコース（自動車部）

## 主な卒業生
- 大塚晶文（元プロ野球選手）
- 高木晃次（元プロ野球選手）
- 中島克介（元プロ野球選手）
- 小林茂生（元プロ野球選手）
- 鎌田光津希（元プロ野球選手）
- 伊藤翔（プロ野球選手、埼玉西武ライオンズ）
- 行木俊（プロ野球選手、北九州下関フェニックス）
- 石毛大蔵（元パンクラスウェルター級王者）
- おおくぼ良太（シンガーソングライター、コメディアン）
- 五十嵐博文（富里市長、元千葉県議会議員）

## 併設学校
- 併設校（学校法人長戸路学園）
敬愛大学八日市場高等学校
- 系列校（学校法人千葉敬愛学園）
敬愛大学
敬愛短期大学
敬愛学園高等学校
千葉敬愛高等学校
敬愛短期大学附属幼稚園